# Campionato sudamericano di rugby 2018
Il campionato sudamericano di rugby 2018 (in spagnolo Sudamericano de Rugby 2018; in portoghese Campeonato Sul-Americano de Rugby de 2018) fu il 40º campionato continentale del Sudamerica di rugby a 15.
Rispetto a tutte le altre edizioni in precedenza svoltesi, il Sudamericano "A" si tenne in due gironi da tre squadre (da cui anche il nome di Sei nazioni sudamericano), ciascuna delle quali affrontò le tre dell'altro girone.
La classifica fu stilata collettivamente e, per la prima volta, la vittoria fu appannaggio del Brasile.
I Tupis si aggiudicarono il trofeo battendo, nell'incontro diretto, l'Argentina XV a Buenos Aires: mai, in precedenza, una formazione nazionale brasiliana aveva sconfitto la squadra biancoceleste, la quale in assoluto non aveva mai perso un incontro nelle 39 precedenti edizioni di torneo.
Il Sudamericano "B" si tenne ad Antigua, in Guatemala.
Il Venezuela fu escluso dal torneo a causa della mancanza di visti per entrare nel Paese.
Il torneo, ridotto a tre squadre, fu vinto dal Perù.
Il Sudamericano "C", invece, si svolse a Tegucigalpa, capitale dell'Honduras, e fu vinto da Panama.

## Formula
Il Sudamericano "A" si tenne con una formula, nuova per il torneo, a due gironi, denominati rispettivamente Conference Est e Conference Ovest.
La squadra di ogni Conference affrontò le tre dell'altra, e la classifica fu complessiva: quella con il miglior punteggio si assicurò torneo e titolo di campione continentale.
Il Sudamericano "B" e quello "C" si tennero invece a girone unico.
Il valore delle marcature, come stabilito da World Rugby nel 2017, è: 5 punti per ciascuna meta (7 se trasformata), 7 punti per la meta tecnica, 3 punti per la realizzazione di ciascun calcio piazzato, idem per il drop.
Il sistema di classifica fu quello dell'Emisfero Sud corretto alla francese: per ogni incontro 4 punti per la vittoria, 2 per il pareggio, 0 per la sconfitta più eventuali bonus di un punto per la sconfitta con sette punti o meno, e per la squadra che marchi tre mete più dell'avversaria.

## Squadre partecipanti
| Sudamericano “A” | Sudamericano “A” | Sudamericano “B” | Sudamericano “C” |
| Conference Est   | Conference Ovest | Sudamericano “B” | Sudamericano “C” |
| ---------------- | ---------------- | ---------------- | ---------------- |
| Uruguay XV       | Argentina XV     | Costa Rica       | Honduras         |
| Brasile          | Cile             | Guatemala        | Nicaragua        |
| Paraguay         | Colombia         | Perù             | Panama           |
|                  |                  | Venezuela        | El Salvador      |

## Sudamericano "A"

### 1ª giornata
| Arbitro: | Henrique Platais |

|             |    |                                                   |
| Urrutia 24’ | mt | 2’ de León 15’ Diana 54’ Rachetti 59’ Klappenbach |
|             | tr | 2’, 15’, 54’ Favaro                               |

| Arbitro: | Frank Mendez |

|              |      |                                                                                             |
|              | mt   | 1’, 77’ González 12’, 43’ Cubelli 22’, 31’ Resino 39’, 48’ F. Cordero 51’ Zapata 58’ Liotta |
|              | tr   | 12’, 22’, 39’, 48’, 51’, 58’, 77’ Díaz Bonilla                                              |
| 8’ Alvarenga | drop |                                                                                             |

| Arbitro: | Joaquín Montes |

|                                         |      |                          |
| M. Duque 26’ Vettorato 30’ Tranquez 51’ | mt   | 55’ Perrota 65’ Verschae |
| Reeves 30’, 51’                         | tr   | 66’ Ianiszewski          |
| Reeves 2’, 70’, 75’                     | c.p. |                          |

### 2ª giornata
| Arbitro: | Pablo Deluca |

|                  |      |                                        |
| tecnica 21’, 70’ | mt   | 54’ Richard 65’ de la Fuente 83’ Huete |
|                  | tr   | 65’, 83’ Ianiszewski                   |
| Favaro 72’       | c.p. | 48’ Ianiszewski                        |
| Blengio 44’      | drop |                                        |

| Arbitro: | Joaquín Montes |

|                                                     |      |                                                     |
| Bustinduy 10’ Macome 14’, 26’ Liotta 19’ Bavaro 30’ | mt   | 58’, 66’ Oliveira 63’ Souza 73’ Rodrigues 80’ Bergo |
| 14’, 19’, 26’, 30’ Díaz Bonilla                     | tr   | 58’, 63’, 66’, 80’ Reeves                           |
|                                                     | c.p. | 2’ Reeves                                           |

| Arbitro: | Jauri Rivero |

|                                     |      |                                   |
| Alvardo 26’ Glitz 33’ Alvarenga 45’ | mt   | 17’, 29’ Álvarez 21’, 24’ Urrutia |
| Alvarenga 26’, 45’                  | tr   | 17’, 21’, 24’ Diosa               |
| Alvarenga 3’, 44’, 75’              | c.p. |                                   |

### 3ª giornata
| Arbitro: | Francisco González |

| |    |  |
| Larenas 2’, 24’ Videla 5’, 17’, 20’ Ianiszewski 11’, 80’ Ayarza 31’ Escobar 37’, 71’ Avelli 45’, 60’ Lues 47’ Zunino 53’ Saavedra 78’ | mt |  |
| Ianiszewski 5’, 11’, 17’, 20’, 24’, 31’, 37’, 53’, 71’, 78’, 80’                                                                      | tr |  |

| Arbitro: | Damian Schneider |

|                                                                                                  |      |            |
| Bergo 10’ Da Ros 43’ M. Duque 46’, 50’ Paganini 55’ Tranquez 62’ Sancery 65’, 68’ v. Niekerk 79’ | mt   | 72’ Forero |
| Reeves 10’, 46’, 50’, 55’, 62’, 65’, 68’, 79’                                                    | tr   |            |
| Reeves 20’, 30’                                                                                  | c.p. |            |

| Arbitro: | Henrique Platais |

| |      |                                    |
| Arias 2’, 33’, 47’ Pleininger 7’ Resino 19’ Favre 27’ Moroni 52’ F. Montero 57’ Macome 73’ Mensa 76’ | mt   | 8’ Freitas Alleges 63’ Sanguinetti |
| Díaz Bonilla 2’, 7’, 33’, 52’, 57’ Granella 73’, 76’                                                 | tr   | 63’ Albanell                       |
| | c.p. | 4’ Cat                             |

#### Classifica
| Pos | Squadra      | G | V | N | P | PF  | PS  | DP   | BMP | Pt |
| --- | ------------ | - | - | - | - | --- | --- | ---- | --- | -- |
| 1   | Brasile      | 3 | 3 | 0 | 0 | 131 | 50  | +81  | 1   | 13 |
| 2   | Argentina XV | 3 | 2 | 0 | 1 | 161 | 54  | +107 | 3   | 11 |
| 3   | Cile         | 3 | 2 | 0 | 1 | 131 | 48  | +83  | 1   | 9  |
| 4   | Uruguay XV   | 3 | 1 | 0 | 2 | 61  | 91  | −30  | 2   | 6  |
| 5   | Paraguay     | 3 | 1 | 0 | 2 | 31  | 187 | −156 | 0   | 4  |
| 6   | Colombia     | 3 | 0 | 0 | 3 | 36  | 121 | −85  | 1   | 1  |

## Sudamericano "B"

### Risultati
| Data              | Incontro               | Risultato | Sede       |
| ----------------- | ---------------------- | --------- | ---------- |
| 30 settembre 2018 | Guatemala ― Costa Rica | 16–12     | La Antigua |
| 3 ottobre 2018    | Perù ― Costa Rica      | 36–14     | La Antigua |
| 6 ottobre 2018    | Guatemala ― Perù       | 0–34      | La Antigua |

### Classifica
|  | Classifica | G | V | N | P | PF | PS | P±  | B | PT |
|  | ---------- | - | - | - | - | -- | -- | --- | - | -- |
|  | Perù       | 2 | 2 | 0 | 0 | 70 | 14 | +56 | 2 | 10 |
|  | Guatemala  | 2 | 1 | 0 | 1 | 16 | 46 | -30 | 0 | 4  |
|  | Costa Rica | 2 | 0 | 0 | 2 | 26 | 52 | -26 | 1 | 1  |

## Sudamericano "C"

### Risultati
| Data           | Incontro               | Risultato | Sede        |
| -------------- | ---------------------- | --------- | ----------- |
| 11 agosto 2018 | Honduras ― Panama      | 27–39     | Tegucigalpa |
| 18 agosto 2018 | El Salvador ― Honduras | 27–24     | Tegucigalpa |
| 25 agosto 2018 | Panama ― El Salvador   | 51–26     | Tegucigalpa |

### Classifica
|  | Classifica  | G | V | N | P | PF | PS | P±  | B | PT |
|  | ----------- | - | - | - | - | -- | -- | --- | - | -- |
|  | Panama      | 2 | 2 | 0 | 0 | 90 | 53 | +37 | 0 | 8  |
|  | El Salvador | 2 | 1 | 0 | 1 | 53 | 75 | -22 | 0 | 4  |
|  | Honduras    | 2 | 0 | 0 | 2 | 51 | 66 | -15 | 1 | 1  |